# Heidi Goossens
Heidi Goossens (Herentals, 13 de abril de 1969) es una deportista belga que compitió en judo. Ganó dos medallas en el Campeonato Europeo de Judo en los años 1992 y 1995.
Participó en dos Juegos Olímpicos de Verano en los años 1992 y 1996, su mejor actuación fue un decimoctavo puesto logrado en Atlanta 1996 en la categoría de –52 kg.

## Palmarés internacional
| Campeonato Europeo | Campeonato Europeo       | Campeonato Europeo | Campeonato Europeo |
| Año                | Lugar                    | Medalla            | Categoría          |
| ------------------ | ------------------------ | ------------------ | ------------------ |
| 1992               | París (Francia)          | Medalla de bronce  | –52 kg             |
| 1995               | Birmingham (Reino Unido) | Medalla de plata   | –52 kg             |